# La Navarraise
Versions successives
Personnages
Anita, la Navarraise (soprano ou mezzo-soprano)

Araquil, sergent du régiment de la Biscaye (ténor)

Garrido, général des troupes (baryton)

Remigio, père d'Araquil (basse)
La Navarraise est un « épisode lyrique » en deux actes composé par Jules Massenet sur un livret de Jules Claretie et de Henri Cain. Elle est fondée sur la nouvelle La Cigarette de Jules Claretie. L'œuvre est créée au Covent Garden de Londres le 20 juin 1894.

## Genèse et histoire
À l'été de 1893, Massenet écrit La Navarraise à l'Hôtel d'Europe d'Avignon. Le 24 novembre 1893, Louise-Constance de Gressy, surnommée Ninon, épouse du compositeur, écrit à sa fille que Jules a achevé l'opéra le matin même et la prie de ne pas ébruiter la nouvelle. La Navarraise est créée au Covent Garden, à Londres, avec la Calvé dans le rôle-titre, en présence du prince de Galles. Massenet ne s'étant pas présenté au public à la fin de la représentation, George Bernard Shaw rapporte qu'un homme est venu sur la scène pour dire que le compositeur ne pourrait pas venir saluer, car il était en train de fumer une cigarette. Dans ses Souvenirs, Massenet indique : « c'était sans doute vrai, mais toute vérité n'est pas bonne à dire ». Toujours selon Shaw, Massenet passait auprès des critiques anglais pour le compositeur le plus bruyant de son époque, au point qu'il se demande, sur le ton de la plaisanterie, si la Tour de Londres ne va pas s'effondrer sous l'effet des vibrations causées par le tutti orchestral qui ouvre l'opéra. La Navarraise est reprise la même année à Budapest et à Bruxelles et, l'année suivante, à Bordeaux et à l'Opéra-Comique, à Paris, où la critique l'accueille avec froideur,. À la fin de 1895, le Metropolitan Opera de New York représente La Navarraise, avec la Calvé dans le rôle d'Anita, en jumelant l'œuvre à un autre opéra représenté en tout ou en partie. Le 6 janvier 1896, La Scala de Milan la présente en italien dans la version pour mezzo-soprano réalisée par Massenet lui-même,. Mais, après la Première Guerre mondiale, les maisons d'opéra la reprennent rarement (sauf à l'Opéra Théâtre de Saint-Étienne, novembre 2011, par exemple).

## Personnages et distribution des premières
| Rôles                                      | Voix               | Covent Garden, Londres (20 juin 1894) | Théâtre royal de la Monnaie, Bruxelles (26 novembre 1894) | Bordeaux (27 mars 1895) | Opéra-Comique, Paris (3 octobre 1895) |
| ------------------------------------------ | ------------------ | ------------------------------------- | --------------------------------------------------------- | ----------------------- | ------------------------------------- |
| Anita, la Navarraise                       | soprano            | Emma Calvé                            | Georgette Leblanc                                         | Emma de Nuovina         | Emma Calvé                            |
| Araquil, sergent du régiment de la Biscaye | ténor              | Albert Alvarez                        | Claude Bonnard                                            | Étienne Dereims         | Henri Jérôme                          |
| Garrido, général des troupes               | baryton            | Pol Plançon                           | Henri Seguin                                              | Maurice Devriés         | Max Bouvet                            |
| Remigio, père d'Araquil                    | basse              | Charles Gillibert                     | Marcel Journet                                            | Jean Claverie           | Mondand                               |
| Bustamente, sergent du régiment            | baryton            | Eugène Dufriche                       |                                                           |                         | Hippolyte Belhomme                    |
| Ramon, capitaine du régiment               | ténor              | Claude Bonnard                        |                                                           |                         | Ernest Carbonne                       |
| Un soldat                                  | basse              |                                       |                                                           |                         |                                       |
| Soldats, villageois                        |                    |                                       |                                                           |                         |                                       |
| Direction musicale                         | Direction musicale | Philippe Flon                         | Philippe Flon                                             |                         | Jules Danbé                           |

## Résumé
L'action se déroule sur la place d'un village, près de Bilbao, pendant les guerres carlistes, en 1874. À l'arrière-scène, une barricade formée de débris de toutes sortes (voitures, sacs de sable, matelas) et effondrée d'un côté, où elle touche la route qui descend dans la vallée ; et à l'horizon, les Pyrénées couvertes de neige,.

### Acte I
Des soldats reviennent de l'assaut de Bilbao, certains, blessés et d'autres, portés mourants sur des civières. Garrido se plaint que l'assaut leur ait coûté cher et que le chef carliste Zuccaraga lui ait repris la ville qu'il tenait.
Anita tire de son corsage une petite Vierge de plomb. Toute tremblante, elle prie la Vierge de protéger Araquil, qui faisait partie de l'arrière-garde. Elle se jette dans ses bras, et ils chantent leur amour mutuel. Remigio, père d'Araquil et « fermier respecté » met fin à leur embrassade et demande à son fils d'où vient sa « Navarraise », cette « fille de rien » indigne de son fils. Elle lui répond qu'elle vient de Pampelune, où les siens sont tous morts, et qu'Araquil et elle se sont juré de s'aimer toujours il y a deux ans, à la romeria de Loyola. Pour consentir à leur union, Remigio exige d'Anita « dot pour dot », soit une somme de 2 000 douros. Anita lui demande : Mariez donc mon cœur avec mon cœur, mais rien n'y fait. Arrive Garrido, qui s'informe auprès d'Araquil du sort des officiers de l'arrière-garde. Tous étant morts dans la déroute, il lui donne la lieutenance au grand plaisir de Remigio. Père et fils quittent.
Tandis qu'Anita donne raison à Remigio et songe à partir, désespérée d'avoir à renoncer à Araquil, Garrido dresse des plans d'attaque. Apprenant qu'un autre officier et ami vient d'être tué, il s'exclame qu'il donnerait volontiers une fortune à qui tuerait Zuccaraga. Il n'en faut pas plus pour qu'Anita conclue un pacte avec lui et disparaisse.
Araquil revient en arborant ses galons de lieutenant et déplore qu'Anita ne soit pas là (Ô bien-aimée, pourquoi n'es-tu pas là?). Tout en fumant une cigarette, Ramon, qui l'a entendu, lui annonce que des blessés ramenés au camp l'ont vue s'approcher des avant-postes des soldats de Carlos et demander à voir Zuccaraga. Araquil craint qu'elle ne soit une espionne ou une misérable et part à sa recherche.
Sur une page folklorique, Bustamente et des soldats chantent les amours et le sort malheureux des militaires.

### Acte II
À l'aube, après le Nocturne, qui sert d'interlude musical, Anita, les mains et les bras ensanglantés, vient réclamer sa récompense, mais à peine la reçoit-elle qu'elle voit arriver Araquil, le front sanguinolent, supporté par deux soldats. Il demande à rester seul avec elle.
Il lui reproche d'avoir rejoint un amant. Lorsqu'elle lui annonce qu'ils seront désormais heureux grâce à sa toute nouvelle richesse, il y voit le salaire de la chair, avant de se rendre compte que c'est le prix du sang et de mourir. Anita songe un moment à se débarrasser de sa statuette, mais, devenue folle, finit par confondre le glas de Zuccaraga avec le son de cloches nuptiales et s'effondre, inerte, sur le corps d'Araquil.

## Critiques
La Navarraise fut bien accueillie lors de la création. Le prince de Galles, plus tard Édouard VII y assista. Il souhaita rencontrer le compositeur, qu'on ne trouva pas. La reine Victoria demanda à Emma Calvé de venir lui jouer l'œuvre au palais de Windsor. On y utilise des amas d'oreillers et d'édredons en guise de barricade. Même George Bernard Shaw eut de bons mots pour cet opéra. 
La critique française l'accueillit avec froideur l'année suivante. Comme elle présentait deux courtes scènes coupées par un interlude musical comme Cavalleria rusticana, récent succès de Mascagni, La Navarraise fut surnommée avec humour Cavalleria española ou Calvélleria rusticana, l'œuvre ayant été créée pour mettre en vedette la Calvé,.

Dans l'Écho de Paris du 5 octobre 1895, Henri Gauthier-Villars, alias L'Ouvreuse, disait:

« Comme à Bruxelles […] et […] à Londres, la Navarraise […] réussit à Paris. Ceci posé, je m’étonnerai de la modestie (inaccoutumée) de M. Massenet qui, deux ou trois romances mises à part,
a borné son rôle à régler de nombreux bruits de scène, tels que battements de mains, frémissements de tambours de basque, claquements de castagnettes, appels de clairons, tintements de cloches, coups de canon, coups de fusil, coups de revolver, etc., etc.
« Il me semble qu’un régisseur aurait suffi à cette tâche, et qu’il n’était pas besoin de déranger, pour si peu, un membre de l’Institut. »

Considérée comme un ouvrage vériste, La Navarraise se rapproche de l'école naturaliste française.
Selon Lionel Salter, « le talent de Massenet convenait mieux au thème un peu scabreux de Manon ou au sentimentalisme tranquille de Werther qu'à l'héroïsme du Cid (qui remporta pourtant un grand succès) ou au réalisme de la Navarraise », alors que Rosenthal et Warrack estiment qu'on trouve « le meilleur épanouissement de son talent dans la peinture des passions intimistes (Manon), romantiques (Werther […]) ou violentes (La Navarraise) ». Selon eux, « chef-d'œuvre bref et âpre, la Navarraise est la meilleure des trois incursions de Massenet dans le domaine de l'opéra naturaliste ».
Pour Harvey E. Phillips, « personne ne va prétendre de nos jours que La Navarraise est un chef-d'œuvre négligé. C'est toutefois un exemple négligé d'opéra supérieur ».